# Скривност
„Скривност” је југословенски и словеначки кратки филм из 1959. године. Режирао га је Звоне Синтич који је написао и сценарио.

## Улоге
| Глумац        | Улога |
| ------------- | ----- |
| Марјан Краљ   |       |
| Марјан Маринц |       |
| Шпела Розин   |       |